# De Buitenplaats
Huize De Buitenplaats is een gemeentelijk monument aan de Burgemeester Grothestraat 53 in Soest in de provincie Utrecht.
Het herenhuis staat iets hoger dan de straat en heeft een rechthoekige plattegrond. In de jugendstilachtige bovenlichten zijn voorzien van bloemmotieven. De tegelvloer in de hal dateert van 1910. De kantoorvilla heette voorheen de Noordereng door de ligging op de noordelijke rand van de Soester Eng.
De serre ter rechterzijde werd in 1910 aangebouwd, in 1941 vond een inpandige verbouwing plaats in opdracht van eigenaar U.M. van Ewijck uit Baarn. In 1999 werd achter het gebouw een inpandige loggia gebouwd. Boven de deur in de asymmetrische voorgevel is een luifel.
Nadat het een tijdlang als bankgebouw had gediend, werd De Buitenplaats in 1985 omgebouwd tot hotelpension. De oude bankkluis bleef daarbij gehandhaafd.

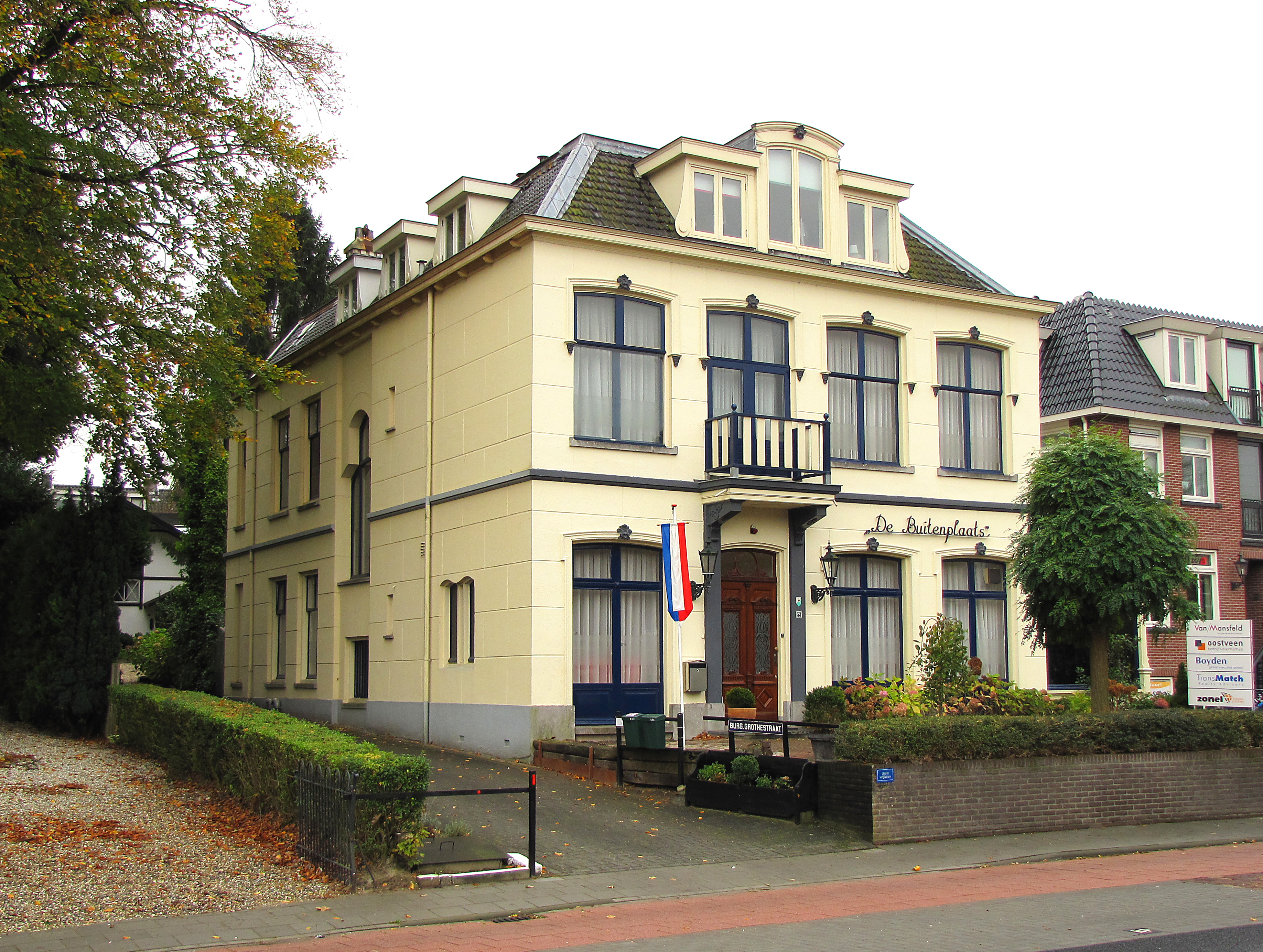
De Buitenplaats